# Anziferow-Insel
Die Anziferow-Insel, auch Schirinki (russisch остров Анциферова/ ostrow Anziferowa, jap. 志林規島, Shirinki-tō) ist eine zu Russland gehörende Vulkaninsel der nördlichen Kurilengruppe.
Die Fläche der Insel beträgt etwa 7 km². Sie ist annähernd kreisrund mit einem Durchmesser von 3 km.
Benannt wurde die Insel nach dem russischen Kosaken Danila Jakowlewitsch Anziferow (* unbekannt, † 1712), der ab 1711 nach dem Tod Wladimir Atlassows Ataman auf Kamtschatka war. Er gehörte zur ersten Gruppe von Russen auf den Inseln Paramuschir und Schumschu und lieferte die erste Beschreibung der Inseln. Er wurde von Itelmenen getötet.
Die Anziferow-Insel liegt südwestlich von Paramuschir, von der sie durch die 15 km breite Dritte Kurilen- oder Luschin-Straße getrennt wird. Die Luschin-Straße ist nach dem russischen Geodäten und Kartographen Fjodor Luschin (* unbekannt, † 1727) benannt. Luschin kartierte 1719–1721 Kamtschatka und die Kurilen, war 1723–1724 in Ostsibirien tätig und 1725–1727 Teilnehmer von Vitus Berings Erster Kamtschatkaexpedition.
Die Insel stellt den über den Meeresspiegel ragenden, 761 m hohen Teil des erloschenen Vulkans Schirinki (Ширинки) dar.
Anziferow ist unbewohnt. Administrativ gehört die Insel zum Rajon Sewero-Kurilsk (Nordkurilen, Verwaltungszentrum Sewero-Kurilsk auf Paramuschir).

## Fauna
Am Südende der Insel befindet sich eine von fünf Brutstätten von Stellerschen Seelöwen auf den Kurilen mit ca. 600 Tieren. Es leben dort außerdem Eissturmvögel, Gelbschopflunde, Rissa und Dickschnabellumme.